# Cedar Grove (Wisconsin)
Cedar Grove é uma vila localizada no estado norte-americano de Wisconsin, no Condado de Sheboygan.

## Demografia
Segundo o censo norte-americano de 2000, a sua população era de 1887 habitantes.
Em 2006, foi estimada uma população de 2008, um aumento de 121 (6.4%).

## Geografia
De acordo com o United States Census Bureau tem uma área de
5,3 km², dos quais 5,3 km² cobertos por terra e 0,0 km² cobertos por água. Cedar Grove localiza-se a aproximadamente 213 m acima do nível do mar.

## Localidades na vizinhança
O diagrama seguinte representa as localidades num raio de 16 km ao redor de Cedar Grove.